# Lila Kedrova
Lila Kedrova (cyrylica: Ли́ля Кедро́ва; ur. 9 października 1918 w Piotrogrodzie, zm. 16 lutego 2000 w Sault Ste. Marie) − urodzona w Rosji aktorka kina francuskiego, nagrodzona Oscarem za rolę drugoplanową Madame Hortense w filmie Grek Zorba.

## Życiorys
Chociaż urodziła się w Piotrogrodzie, Kedrova spędziła większość swego życia we Francji. 
W 1932 roku dołączyła do trupy objazdowej Moskiewskiego Teatru Artystycznego. Potem rozpoczęła karierę filmową, głównie w filmach francuskich, aż do jej pierwszego filmu anglojęzycznego jako Madame Hortense w Grek Zorba z 1964 roku. Jej występ przyniósł jej Oscara dla najlepszej aktorki drugoplanowej. Następnie grała ekscentryczne i zwariowane kobiety w kilku filmach hollywoodzkich. 
W 1983 roku powtórzyła rolę Madame Hortense na Broadwayu w musicalowej wersji Greka Zorby, zdobywając zarówno nagrodę Tony dla najlepszej aktorki drugoplanowej w musicalu jak i Drama Desk Award. W 1989 roku grała Madame Armfelt w sztuce A Little Night Music w Londynie. 
Lila Kedrova zmarła w swoim letnim domu w Sault Ste. Marie, w Kanadzie, na zapalenie płuc, po długiej walce z chorobą Alzheimera.

## Filmografia
Filmy fabularne
- 1994: La prossima volta il fuoco jako Matka
- 1991: A Star for Two
- 1988: Niektóre dziewczyny (Some Girls) jako Babcia
- 1988: Two Men jako Rose
- 1984: Miecz bohaterów (Sword of the Valiant: The Legend of Sir Gawain and the Green Knight) jako Lady Lyonesse
- 1983: Testament (niewymieniona w czołówce)
- 1982: Blood Tide jako Siostra Anna
- 1981: Il turno jako Maria
- 1980: Powiedz mi zagadkę (Tell Me a Riddle) jako Eva
- 1980: Les parents terribles jako Yvonne
- 1980: The Ghost Sonata jako Mumia
- 1979: Blask kobiecości (Clair de femme) jako Sonia
- 1979: Les Égouts du paradis jako Charlotte
- 1978: Kobieciarz (Le cavaleur) jako Olga
- 1978: Le paradis des riches jako Camille Chevallier
- 1977: Gniazdo wdów (Nido de viudas) jako Matka
- 1977: Moi, fleur bleue jako Hrabina de Tocqueville
- 1977: Au bout du printemps jako Mme Debolska
- 1976: Lokator (Le locataire) jako Pani Gaderian
- 1975: Ślady (Le orme) jako Pani Heim
- 1975: Eliza's Horoscope jako Lila
- 1975: Il medaglione insanguinato jako Contessa Cappelli
- 1974: Alla mia cara mamma nel giorno del suo compleanno jako Contessa Mafalda
- 1974: Miękkie łóżka, twarde bitwy (Soft Beds, Hard Battles) jako Pani Grenier
- 1973: Les glaces jako Madame
- 1972: Rak jako matka Davida
- 1972: Escape to the Sun jako Sarah Kaplan
- 1972: Cool Million jako Mme. Martine
- 1971: Czas miłości (A Time for Loving) jako Madame Olga Dubillard
- 1970: List na Kreml (The Kremlin letter) jako Madame Sophie
- 1969: Czułość (Il suo modo di fare) jako Madre Di Jolanda
- 1967: Maigret à Pigalle jako Rise
- 1967: Le canard en fer-blanc jako Rosa
- 1966: Penelope jako Księżniczka Sadaba
- 1966: The Survivors jako Emma Martens
- 1966: Rozdarta kurtyna (Torn Curtain) jako Hrabina Kuchinska
- 1965: Orkan na Jamajce (A High Wind in Jamaica) jako Rosa
- 1964: Grek Zorba (Alexis Zorbas) jako Madame Hortense
- 1964: La mort d'un tueur
- 1963: Kriss Romani
- 1962: Mesdemoiselles Armande jako La Ledoux
- 1961: Les Concini jako Leonora Galigaï
- 1959: Mon pote le gitan jako La Choute
- 1959: Jons und Erdme
- 1959: Kobieta i lalka (La femme et le pantin) jako Manuela
- 1958: Montparnasse 19 jako Madame Sborowsky
- 1957: Ce joli monde jako Léa
- 1957: Jusqu'au dernier jako Marcella Bastia
- 1956: Główna ulica (Calle Mayor)
- 1955: Na trasie do Bordeaux (Des gens sans importance) jako Mme. Vacopoulos
- 1955: Futures vedettes jako Matka Spophie
- 1955: Akcja "Hera" (Razzia sur la Chnouf) jako Léa
- 1955: Les chiffonniers d'Emmaüs jako Kobieta Bastiena (niewymieniona w czołówce)
- 1955: Nieczyści (Les impures) jako Mme Denis
- 1954: Le grand jeu jako Rose
- 1953: Weg ohne Umkehr jako Ljuba
- 1938: Ultimatum jako Irina

## Nagrody
- Nagroda Akademii Filmowej Najlepsza aktorka drugoplanowa: 1965 Grek Zorba
- Nagroda Tony Najlepsza aktorka drugoplanowa w musicalu: 1984 Grek Zorba